# فهرست خورشیدگرفتگی‌های سده ۲۶ (میلادی)
این فهرست شامل خورشیدگرفتگی‌های قرن ۲۶ میلادی است که در طی سال‌های ۲۵۰۱ تا ۲۶۰۰ روی خواهند داد. در این دوره ۲۲۵ خورشیدگرفتگی رخ خواهد داد که ۸۳ مورد آن خورشیدگرفتگی جزئی، ۷۲ مورد خورشیدگرفتگی حلقه‌ای، ۶۴ مورد خورشیدگرفتگی کامل و ۶ مورد نیز از نوع خورشیدگرفتگی مرکب خواهد بود.
| تاریخ           | زمان بزرگ‌ترین گرفت | چرخهٔ ساروس | نوع    | قدر    | مدت زمان          | مکان                                            | مسیر گرفتگی            | ناحیهٔ جغرافیایی | منبع(ها) |
| --------------- | ------------------ | ---------- | ------ | ------ | ----------------- | ----------------------------------------------- | ---------------------- | --------------- | -------- |
| ۱۹ فوریه ۲۵۰۱   | ۰۴:۳۵:۲۱           | ۱۴۸        | کامل   | ۱٫۰۴۸۳ | ۰۴ دقیقه ۳۱ ثانیه | ۰°۳۶′جنوبی ۱۱۷°۴۲′شرقی / ۰٫۶°جنوبی ۱۱۷٫۷°شرقی   | ۱۶۳ کیلومتر (۱۰۱ مایل) |                 | [ ۱ ]    |
| ۱۵ اوت ۲۵۰۱     | ۰۴:۵۲:۰۸           | ۱۵۳        | حلقه‌ای | ۰٫۹۴۷۱ | ۰۷ دقیقه ۰۱ ثانیه | ۹°۳۰′شمالی ۱۱۳°۲۴′شرقی / ۹٫۵°شمالی ۱۱۳٫۴°شرقی   | ۱۹۵ کیلومتر (۱۲۱ مایل) |                 | [ ۱ ]    |
| ۸ فوریه ۲۵۰۲    | ۲۰:۲۲:۲۹           | ۱۵۸        | کامل   | ۱٫۰۳۵۴ | ۰۲ دقیقه ۴۹ ثانیه | ۴۳°۱۸′جنوبی ۱۰۷°۵۴′غربی / ۴۳٫۳°جنوبی ۱۰۷٫۹°غربی | ۱۳۶ کیلومتر (۸۵ مایل)  |                 | [ ۱ ]    |
| ۴ اوت ۲۵۰۲      | ۰۷:۱۹:۵۳           | ۱۶۳        | حلقه‌ای | ۰٫۹۷۵۶ | ۰۲ دقیقه ۰۳ ثانیه | ۵۸°۵۴′شمالی ۹۱°۳۶′شرقی / ۵۸٫۹°شمالی ۹۱٫۶°شرقی   | ۱۱۹ کیلومتر (۷۴ مایل)  |                 | [ ۱ ]    |
| ۲۹ ژانویه ۲۵۰۳  | ۰۸:۵۳:۳۳           | ۱۶۸        | جزئی   | ۰٫۵۹۷۹ | —                 | ۶۹°۳۶′جنوبی ۱۵۳°۰۰′غربی / ۶۹٫۶°جنوبی ۱۵۳٫۰°غربی | —                      |                 | [ ۱ ]    |
| ۲۵ ژوئن ۲۵۰۳    | ۰۸:۴۰:۲۲           | ۱۳۵        | جزئی   | ۰٫۶۸۰۰ | —                 | ۶۶°۲۴′جنوبی ۶۶°۴۲′شرقی / ۶۶٫۴°جنوبی ۶۶٫۷°شرقی   | —                      |                 | [ ۱ ]    |
| ۲۴ ژوئیه ۲۵۰۳   | ۱۶:۴۶:۳۷           | ۱۷۳        | جزئی   | ۰٫۲۷۱۶ | —                 | ۶۹°۰۰′شمالی ۹۵°۴۸′شرقی / ۶۹٫۰°شمالی ۹۵٫۸°شرقی   | —                      |                 | [ ۱ ]    |
| ۱۹ دسامبر ۲۵۰۳  | ۱۹:۵۹:۲۱           | ۱۴۰        | جزئی   | ۰٫۸۸۵۱ | —                 | ۶۵°۴۲′شمالی ۹۷°۴۲′غربی / ۶۵٫۷°شمالی ۹۷٫۷°غربی   | —                      |                 | [ ۱ ]    |
| ۱۴ ژوئن ۲۵۰۴    | ۰۱:۳۱:۰۳           | ۱۴۵        | کامل   | ۱٫۰۷۶۹ | ۰۷ دقیقه ۱۰ ثانیه | ۱°۵۴′جنوبی ۱۶۷°۱۸′شرقی / ۱٫۹°جنوبی ۱۶۷٫۳°شرقی   | ۲۷۵ کیلومتر (۱۷۱ مایل) |                 | [ ۱ ]    |
| ۷ دسامبر ۲۵۰۴   | ۱۹:۱۰:۰۹           | ۱۵۰        | حلقه‌ای | ۰٫۹۲۸۹ | ۰۹ دقیقه ۴۶ ثانیه | ۲°۱۸′جنوبی ۹۹°۳۰′غربی / ۲٫۳°جنوبی ۹۹٫۵°غربی     | ۲۸۴ کیلومتر (۱۷۶ مایل) |                 | [ ۱ ]    |
| ۳ ژوئن ۲۵۰۵     | ۱۷:۴۸:۰۲           | ۱۵۵        | کامل   | ۱٫۰۴۶۴ | ۰۳ دقیقه ۵۰ ثانیه | ۴۰°۳۰′شمالی ۸۶°۱۸′غربی / ۴۰٫۵°شمالی ۸۶٫۳°غربی   | ۱۶۳ کیلومتر (۱۰۱ مایل) |                 | [ ۱ ]    |
| ۲۶ نوامبر ۲۵۰۵  | ۲۳:۰۷:۰۴           | ۱۶۰        | حلقه‌ای | ۰٫۹۷۶۳ | ۰۲ دقیقه ۱۳ ثانیه | ۴۱°۱۲′جنوبی ۱۷۱°۳۶′غربی / ۴۱٫۲°جنوبی ۱۷۱٫۶°غربی | ۹۱ کیلومتر (۵۷ مایل)   |                 | [ ۱ ]    |
| ۲۴ مه ۲۵۰۶      | ۰۴:۵۹:۳۵           | ۱۶۵        | جزئی   | ۰٫۷۶۹۵ | —                 | ۶۳°۴۲′شمالی ۲۹°۰۶′غربی / ۶۳٫۷°شمالی ۲۹٫۱°غربی   | —                      |                 | [ ۱ ]    |
| ۱۶ نوامبر ۲۵۰۶  | ۱۰:۲۷:۳۸           | ۱۷۰        | جزئی   | ۰٫۹۳۹۶ | —                 | ۶۳°۰۰′جنوبی ۱۰۶°۰۰′غربی / ۶۳٫۰°جنوبی ۱۰۶٫۰°غربی | —                      |                 | [ ۱ ]    |
| ۱۳ آوریل ۲۵۰۷   | ۱۶:۲۳:۴۳           | ۱۳۷        | حلقه‌ای | ۰٫۹۵۳۹ | —                 | ۶۱°۱۸′جنوبی ۱۳°۳۰′شرقی / ۶۱٫۳°جنوبی ۱۳٫۵°شرقی   | —                      |                 | [ ۱ ]    |
| ۷ اکتبر ۲۵۰۷    | ۱۷:۱۸:۱۸           | ۱۴۲        | کامل   | ۱٫۰۴۶۴ | ۰۳ دقیقه ۰۷ ثانیه | ۵۰°۰۰′شمالی ۳۴°۰۰′غربی / ۵۰٫۰°شمالی ۳۴٫۰°غربی   | ۳۷۴ کیلومتر (۲۳۲ مایل) |                 | [ ۱ ]    |
| ۱ آوریل ۲۵۰۸    | ۱۷:۱۳:۲۲           | ۱۴۷        | حلقه‌ای | ۰٫۹۵۳۲ | ۰۵ دقیقه ۰۶ ثانیه | ۸°۴۲′جنوبی ۶۳°۵۴′غربی / ۸٫۷°جنوبی ۶۳٫۹°غربی     | ۱۷۷ کیلومتر (۱۱۰ مایل) |                 | [ ۱ ]    |
| ۲۶ سپتامبر ۲۵۰۸ | ۰۷:۱۴:۵۱           | ۱۵۲        | مرکب   | ۱٫۰۱۳۴ | ۰۱ دقیقه ۱۴ ثانیه | ۹°۰۰′شمالی ۸۱°۱۲′شرقی / ۹٫۰°شمالی ۸۱٫۲°شرقی     | ۴۷ کیلومتر (۲۹ مایل)   |                 | [ ۱ ]    |
| ۲۲ مارس ۲۵۰۹    | ۰۰:۲۰:۴۷           | ۱۵۷        | مرکب   | ۱٫۰۰۲۳ | ۰۰ دقیقه ۱۲ ثانیه | ۲۴°۴۸′شمالی ۱۶۸°۱۲′شرقی / ۲۴٫۸°شمالی ۱۶۸٫۲°شرقی | ۹ کیلومتر (۵٫۶ مایل)   |                 | [ ۱ ]    |
| ۱۵ سپتامبر ۲۵۰۹ | ۱۴:۴۲:۱۵           | ۱۶۲        | حلقه‌ای | ۰٫۹۶۰۴ | ۰۳ دقیقه ۵۸ ثانیه | ۲۷°۱۸′جنوبی ۵۳°۲۴′غربی / ۲۷٫۳°جنوبی ۵۳٫۴°غربی   | ۱۷۱ کیلومتر (۱۰۶ مایل) |                 | [ ۱ ]    |
| ۱۰ فوریه ۲۵۱۰   | ۰۳:۵۱:۵۶           | ۱۲۹        | جزئی   | ۰٫۰۴۳۰ | —                 | ۶۲°۱۲′جنوبی ۱۰۹°۰۶′غربی / ۶۲٫۲°جنوبی ۱۰۹٫۱°غربی | —                      |                 | [ ۱ ]    |
| ۱۱ مارس ۲۵۱۰    | ۱۳:۵۴:۴۵           | ۱۶۷        | جزئی   | ۰٫۷۵۳۱ | —                 | ۶۱°۰۶′شمالی ۱۰۳°۱۲′غربی / ۶۱٫۱°شمالی ۱۰۳٫۲°غربی | —                      |                 | [ ۱ ]    |
| ۶ اوت ۲۵۱۰      | ۰۰:۳۸:۵۶           | ۱۳۴        | جزئی   | ۰٫۰۳۶۲ | —                 | ۶۲°۳۶′شمالی ۵۶°۳۰′غربی / ۶۲٫۶°شمالی ۵۶٫۵°غربی   | —                      |                 | [ ۱ ]    |
| ۴ سپتامبر ۲۵۱۰  | ۱۵:۵۶:۴۹           | ۱۷۲        | جزئی   | ۰٫۴۰۰۳ | —                 | ۶۱°۱۲′جنوبی ۱۳۰°۰۰′غربی / ۶۱٫۲°جنوبی ۱۳۰٫۰°غربی | —                      |                 | [ ۱ ]    |
| ۳۰ ژانویه ۲۵۱۱  | ۱۹:۰۹:۳۳           | ۱۳۹        | کامل   | ۱٫۰۱۵۷ | ۰۰ دقیقه ۵۷ ثانیه | ۶۸°۰۶′جنوبی ۳۹°۳۰′غربی / ۶۸٫۱°جنوبی ۳۹٫۵°غربی   | ۱۱۴ کیلومتر (۷۱ مایل)  |                 | [ ۱ ]    |
| ۲۶ ژوئیه ۲۵۱۱   | ۰۴:۴۹:۲۶           | ۱۴۴        | حلقه‌ای | ۰٫۹۸۹۹ | ۰۰ دقیقه ۴۵ ثانیه | ۶۲°۰۶′شمالی ۱۴۶°۱۲′شرقی / ۶۲٫۱°شمالی ۱۴۶٫۲°شرقی | ۵۲ کیلومتر (۳۲ مایل)   |                 | [ ۱ ]    |
| ۲۰ ژانویه ۲۵۱۲  | ۰۵:۵۷:۲۰           | ۱۴۹        | حلقه‌ای | ۰٫۹۷۰۰ | ۰۳ دقیقه ۰۲ ثانیه | ۳۱°۵۴′جنوبی ۱۰۳°۳۶′شرقی / ۳۱٫۹°جنوبی ۱۰۳٫۶°شرقی | ۱۱۰ کیلومتر (۶۸ مایل)  |                 | [ ۱ ]    |
| ۱۴ ژوئیه ۲۵۱۲   | ۱۶:۱۴:۱۱           | ۱۵۴        | کامل   | ۱٫۰۵۱۰ | ۰۴ دقیقه ۴۷ ثانیه | ۱۸°۰۶′شمالی ۵۶°۳۰′غربی / ۱۸٫۱°شمالی ۵۶٫۵°غربی   | ۱۷۰ کیلومتر (۱۱۰ مایل) |                 | [ ۱ ]    |
| ۸ ژانویه ۲۵۱۳   | ۰۹:۲۵:۲۳           | ۱۵۹        | حلقه‌ای | ۰٫۹۲۴۰ | ۱۰ دقیقه ۲۵ ثانیه | ۷°۰۰′شمالی ۳۹°۴۲′شرقی / ۷٫۰°شمالی ۳۹٫۷°شرقی     | ۳۲۹ کیلومتر (۲۰۴ مایل) |                 | [ ۱ ]    |
| ۴ ژوئیه ۲۵۱۳    | ۰۸:۳۸:۱۶           | ۱۶۴        | کامل   | ۱٫۰۷۲۹ | ۰۶ دقیقه ۰۹ ثانیه | ۲۹°۳۶′جنوبی ۴۸°۰۰′شرقی / ۲۹٫۶°جنوبی ۴۸٫۰°شرقی   | ۳۹۲ کیلومتر (۲۴۴ مایل) |                 | [ ۱ ]    |
| ۲۸ دسامبر ۲۵۱۳  | ۰۸:۲۸:۰۶           | ۱۶۹        | جزئی   | ۰٫۶۵۸۷ | —                 | ۶۵°۲۴′شمالی ۳۸°۴۸′شرقی / ۶۵٫۴°شمالی ۳۸٫۸°شرقی   | —                      |                 | [ ۱ ]    |
| ۲۵ مه ۲۵۱۴      | ۱۷:۰۴:۳۲           | ۱۳۶        | جزئی   | ۰٫۹۵۰۷ | —                 | ۶۸°۳۰′شمالی ۱۲۳°۱۲′شرقی / ۶۸٫۵°شمالی ۱۲۳٫۲°شرقی | —                      |                 | [ ۱ ]    |
| ۱۷ نوامبر ۲۵۱۴  | ۲۰:۳۱:۲۲           | ۱۴۱        | جزئی   | ۰٫۸۸۱۸ | —                 | ۶۹°۱۸′جنوبی ۷۸°۵۴′شرقی / ۶۹٫۳°جنوبی ۷۸٫۹°شرقی   | —                      |                 | [ ۱ ]    |
| ۱۵ مه ۲۵۱۵      | ۰۲:۱۲:۱۱           | ۱۴۶        | حلقه‌ای | ۰٫۹۷۲۲ | ۰۲ دقیقه ۵۷ ثانیه | ۳۶°۰۰′شمالی ۱۴۹°۲۴′شرقی / ۳۶٫۰°شمالی ۱۴۹٫۴°شرقی | ۱۰۴ کیلومتر (۶۵ مایل)  |                 | [ ۱ ]    |
| ۷ نوامبر ۲۵۱۵   | ۰۹:۳۵:۳۴           | ۱۵۱        | کامل   | ۱٫۰۴۵۹ | ۰۳ دقیقه ۵۳ ثانیه | ۳۴°۲۴′جنوبی ۳۳°۵۴′شرقی / ۳۴٫۴°جنوبی ۳۳٫۹°شرقی   | ۱۶۱ کیلومتر (۱۰۰ مایل) |                 | [ ۱ ]    |
| ۳ مه ۲۵۱۶       | ۰۴:۱۷:۴۷           | ۱۵۶        | حلقه‌ای | ۰٫۹۳۷۷ | ۰۸ دقیقه ۲۸ ثانیه | ۱۰°۵۴′جنوبی ۱۲۶°۴۲′شرقی / ۱۰٫۹°جنوبی ۱۲۶٫۷°شرقی | ۲۵۹ کیلومتر (۱۶۱ مایل) |                 | [ ۱ ]    |
| ۲۷ اکتبر ۲۵۱۶   | ۰۱:۴۸:۴۶           | ۱۶۱        | کامل   | ۱٫۰۵۶۰ | ۰۵ دقیقه ۱۱ ثانیه | ۸°۴۸′شمالی ۱۶۰°۳۰′شرقی / ۸٫۸°شمالی ۱۶۰٫۵°شرقی   | ۱۹۹ کیلومتر (۱۲۴ مایل) |                 | [ ۱ ]    |
| ۲۲ آوریل ۲۵۱۷   | ۰۴:۳۹:۲۸           | ۱۶۶        | جزئی   | ۰٫۶۶۶۹ | —                 | ۷۱°۱۲′جنوبی ۱۶۶°۴۸′شرقی / ۷۱٫۲°جنوبی ۱۶۶٫۸°شرقی | —                      |                 | [ ۱ ]    |
| ۱۶ اکتبر ۲۵۱۷   | ۱۶:۲۸:۵۹           | ۱۷۱        | جزئی   | ۰٫۷۸۲۳ | —                 | ۷۱°۳۶′شمالی ۳°۰۶′غربی / ۷۱٫۶°شمالی ۳٫۱°غربی     | —                      |                 | [ ۱ ]    |
| ۱۲ مارس ۲۵۱۸    | ۲۲:۳۷:۰۲           | ۱۳۸        | کامل   | ۱٫۰۰۷۱ | ۰۰ دقیقه ۳۱ ثانیه | ۵۹°۰۶′شمالی ۱۷۶°۴۲′شرقی / ۵۹٫۱°شمالی ۱۷۶٫۷°شرقی | ۶۳ کیلومتر (۳۹ مایل)   |                 | [ ۱ ]    |
| ۶ سپتامبر ۲۵۱۸  | ۱۰:۵۵:۴۱           | ۱۴۳        | حلقه‌ای | ۰٫۹۴۵۸ | ۰۴ دقیقه ۵۴ ثانیه | ۵۴°۵۴′جنوبی ۴°۴۸′غربی / ۵۴٫۹°جنوبی ۴٫۸°غربی     | ۴۶۷ کیلومتر (۲۹۰ مایل) |                 | [ ۱ ]    |
| ۲ مارس ۲۵۱۹     | ۱۳:۱۵:۲۴           | ۱۴۸        | کامل   | ۱٫۰۵۱۱ | ۰۴ دقیقه ۴۲ ثانیه | ۴°۱۲′شمالی ۱۲°۵۴′غربی / ۴٫۲°شمالی ۱۲٫۹°غربی     | ۱۷۳ کیلومتر (۱۰۷ مایل) |                 | [ ۱ ]    |
| ۲۶ اوت ۲۵۱۹     | ۱۱:۲۷:۴۹           | ۱۵۳        | حلقه‌ای | ۰٫۹۴۶۰ | ۰۷ دقیقه ۰۸ ثانیه | ۱°۲۴′شمالی ۱۲°۴۲′شرقی / ۱٫۴°شمالی ۱۲٫۷°شرقی     | ۲۰۱ کیلومتر (۱۲۵ مایل) |                 | [ ۱ ]    |
| ۲۰ فوریه ۲۵۲۰   | ۰۵:۰۴:۰۶           | ۱۵۸        | کامل   | ۱٫۰۳۵۳ | ۰۲ دقیقه ۵۴ ثانیه | ۳۸°۴۲′جنوبی ۱۲۲°۴۲′شرقی / ۳۸٫۷°جنوبی ۱۲۲٫۷°شرقی | ۱۳۵ کیلومتر (۸۴ مایل)  |                 | [ ۱ ]    |
| ۱۴ اوت ۲۵۲۰     | ۱۴:۱۱:۴۱           | ۱۶۳        | حلقه‌ای | ۰٫۹۷۸۴ | ۰۱ دقیقه ۵۷ ثانیه | ۴۹°۴۲′شمالی ۱۲°۵۴′غربی / ۴۹٫۷°شمالی ۱۲٫۹°غربی   | ۹۶ کیلومتر (۶۰ مایل)   |                 | [ ۱ ]    |
| ۸ فوریه ۲۵۲۱    | ۱۷:۲۲:۵۴           | ۱۶۸        | جزئی   | ۰٫۶۰۳۹ | —                 | ۷۰°۳۰′جنوبی ۶۷°۲۴′شرقی / ۷۰٫۵°جنوبی ۶۷٫۴°شرقی   | —                      |                 | [ ۱ ]    |
| ۵ ژوئیه ۲۵۲۱    | ۱۶:۰۴:۵۳           | ۱۳۵        | جزئی   | ۰٫۵۴۹۲ | —                 | ۶۷°۲۴′جنوبی ۵۴°۴۲′غربی / ۶۷٫۴°جنوبی ۵۴٫۷°غربی   | —                      |                 | [ ۱ ]    |
| ۴ اوت ۲۵۲۱      | ۰۰:۰۲:۱۸           | ۱۷۳        | جزئی   | ۰٫۴۱۴۱ | —                 | ۶۹°۵۴′شمالی ۲۴°۴۸′غربی / ۶۹٫۹°شمالی ۲۴٫۸°غربی   | —                      |                 | [ ۱ ]    |
| ۳۰ دسامبر ۲۵۲۱  | ۰۳:۵۸:۵۰           | ۱۴۰        | جزئی   | ۰٫۸۶۴۲ | —                 | ۶۶°۴۸′شمالی ۱۳۲°۳۰′شرقی / ۶۶٫۸°شمالی ۱۳۲٫۵°شرقی | —                      |                 | [ ۱ ]    |
| ۲۵ ژوئن ۲۵۲۲    | ۰۹:۰۳:۴۵           | ۱۴۵        | کامل   | ۱٫۰۷۶۹ | ۰۷ دقیقه ۱۲ ثانیه | ۶°۳۶′جنوبی ۵۳°۳۰′شرقی / ۶٫۶°جنوبی ۵۳٫۵°شرقی     | ۲۸۷ کیلومتر (۱۷۸ مایل) |                 | [ ۱ ]    |
| ۱۹ دسامبر ۲۵۲۲  | ۰۳:۱۰:۴۰           | ۱۵۰        | حلقه‌ای | ۰٫۹۲۸۹ | ۰۹ دقیقه ۵۸ ثانیه | ۲°۰۰′جنوبی ۱۴۰°۲۴′شرقی / ۲٫۰°جنوبی ۱۴۰٫۴°شرقی   | ۲۸۶ کیلومتر (۱۷۸ مایل) |                 | [ ۱ ]    |
| ۱۵ ژوئن ۲۵۲۳    | ۰۱:۱۲:۳۰           | ۱۵۵        | کامل   | ۱٫۰۴۵۳ | ۰۳ دقیقه ۵۶ ثانیه | ۳۷°۳۰′شمالی ۱۶۶°۱۲′شرقی / ۳۷٫۵°شمالی ۱۶۶٫۲°شرقی | ۱۵۶ کیلومتر (۹۷ مایل)  |                 | [ ۱ ]    |
| ۸ دسامبر ۲۵۲۳   | ۰۷:۲۴:۵۴           | ۱۶۰        | حلقه‌ای | ۰٫۹۷۷۴ | ۰۲ دقیقه ۰۸ ثانیه | ۴۲°۲۴′جنوبی ۶۷°۳۰′شرقی / ۴۲٫۴°جنوبی ۶۷٫۵°شرقی   | ۸۶ کیلومتر (۵۳ مایل)   |                 | [ ۱ ]    |
| ۳ ژوئن ۲۵۲۴     | ۱۲:۰۴:۴۰           | ۱۶۵        | جزئی   | ۰٫۸۸۷۳ | —                 | ۶۴°۳۰′شمالی ۱۴۴°۳۰′غربی / ۶۴٫۵°شمالی ۱۴۴٫۵°غربی | —                      |                 | [ ۱ ]    |
| ۲۶ نوامبر ۲۵۲۴  | ۱۸:۵۸:۰۹           | ۱۷۰        | جزئی   | ۰٫۹۷۷۸ | —                 | ۶۳°۴۸′جنوبی ۱۱۷°۲۴′شرقی / ۶۳٫۸°جنوبی ۱۱۷٫۴°شرقی | —                      |                 | [ ۱ ]    |
| ۲۳ آوریل ۲۵۲۵   | ۲۳:۳۰:۱۵           | ۱۳۷        | جزئی   | ۰٫۸۶۴۶ | —                 | ۶۱°۴۸′جنوبی ۱۰۱°۳۶′غربی / ۶۱٫۸°جنوبی ۱۰۱٫۶°غربی | —                      |                 | [ ۱ ]    |
| ۱۸ اکتبر ۲۵۲۵   | ۰۱:۲۳:۵۵           | ۱۴۲        | کامل   | ۱٫۰۳۹۶ | ۰۲ دقیقه ۳۹ ثانیه | ۵۲°۴۲′شمالی ۱۵۲°۳۰′غربی / ۵۲٫۷°شمالی ۱۵۲٫۵°غربی | ۴۵۰ کیلومتر (۲۸۰ مایل) |                 | [ ۱ ]    |
| ۱۳ آوریل ۲۵۲۶   | ۰۰:۴۳:۰۲           | ۱۴۷        | حلقه‌ای | ۰٫۹۵۸۳ | ۰۴ دقیقه ۳۵ ثانیه | ۷°۰۶′جنوبی ۱۷۵°۴۸′غربی / ۷٫۱°جنوبی ۱۷۵٫۸°غربی   | ۱۵۸ کیلومتر (۹۸ مایل)  |                 | [ ۱ ]    |
| ۷ اکتبر ۲۵۲۶    | ۱۴:۵۴:۲۱           | ۱۵۲        | مرکب   | ۱٫۰۰۷۰ | ۰۰ دقیقه ۴۰ ثانیه | ۷°۳۰′شمالی ۳۳°۰۰′غربی / ۷٫۵°شمالی ۳۳٫۰°غربی     | ۲۵ کیلومتر (۱۶ مایل)   |                 | [ ۱ ]    |
| ۲ آوریل ۲۵۲۷    | ۰۸:۲۳:۲۶           | ۱۵۷        | مرکب   | ۱٫۰۰۸۶ | ۰۰ دقیقه ۴۵ ثانیه | ۲۷°۱۸′شمالی ۴۸°۰۶′شرقی / ۲۷٫۳°شمالی ۴۸٫۱°شرقی   | ۳۳ کیلومتر (۲۱ مایل)   |                 | [ ۱ ]    |
| ۲۶ سپتامبر ۲۵۲۷ | ۲۱:۴۸:۴۵           | ۱۶۲        | حلقه‌ای | ۰٫۹۵۵۹ | ۰۴ دقیقه ۲۵ ثانیه | ۲۷°۵۴′جنوبی ۱۵۸°۵۴′غربی / ۲۷٫۹°جنوبی ۱۵۸٫۹°غربی | ۱۸۳ کیلومتر (۱۱۴ مایل) |                 | [ ۱ ]    |
| ۲۱ فوریه ۲۵۲۸   | ۱۲:۳۶:۴۵           | ۱۲۹        | جزئی   | ۰٫۰۲۱۸ | —                 | ۶۱°۴۸′جنوبی ۱۱۱°۰۶′شرقی / ۶۱٫۸°جنوبی ۱۱۱٫۱°شرقی | —                      |                 | [ ۱ ]    |
| ۲۱ مارس ۲۵۲۸    | ۲۲:۲۰:۲۹           | ۱۶۷        | جزئی   | ۰٫۸۰۳۰ | —                 | ۶۱°۰۶′شمالی ۱۲۲°۰۰′شرقی / ۶۱٫۱°شمالی ۱۲۲٫۰°شرقی | —                      |                 | [ ۱ ]    |
| ۱۴ سپتامبر ۲۵۲۸ | ۲۲:۴۲:۵۴           | ۱۷۲        | جزئی   | ۰٫۵۱۹۲ | —                 | ۶۱°۰۰′جنوبی ۱۲۰°۱۲′شرقی / ۶۱٫۰°جنوبی ۱۲۰٫۲°شرقی | —                      |                 | [ ۱ ]    |
| ۱۰ فوریه ۲۵۲۹   | ۰۳:۵۲:۳۱           | ۱۳۹        | کامل   | ۱٫۰۱۴۳ | ۰۰ دقیقه ۵۳ ثانیه | ۶۴°۱۸′جنوبی ۱۷۰°۴۲′غربی / ۶۴٫۳°جنوبی ۱۷۰٫۷°غربی | ۱۰۸ کیلومتر (۶۷ مایل)  |                 | [ ۱ ]    |
| ۵ اوت ۲۵۲۹      | ۱۱:۴۵:۳۶           | ۱۴۴        | حلقه‌ای | ۰٫۹۹۱۰ | ۰۰ دقیقه ۳۹ ثانیه | ۶۲°۵۴′شمالی ۵۳°۵۴′شرقی / ۶۲٫۹°شمالی ۵۳٫۹°شرقی   | ۵۴ کیلومتر (۳۴ مایل)   |                 | [ ۱ ]    |
| ۳۰ ژانویه ۲۵۳۰  | ۱۴:۲۳:۱۰           | ۱۴۹        | حلقه‌ای | ۰٫۹۶۷۸ | ۰۳ دقیقه ۱۴ ثانیه | ۲۹°۱۸′جنوبی ۲۱°۰۰′غربی / ۲۹٫۳°جنوبی ۲۱٫۰°غربی   | ۱۱۹ کیلومتر (۷۴ مایل)  |                 | [ ۱ ]    |
| ۲۵ ژوئیه ۲۵۳۰   | ۲۳:۳۳:۴۹           | ۱۵۴        | کامل   | ۱٫۰۵۳۸ | ۰۴ دقیقه ۵۰ ثانیه | ۲۰°۱۲′شمالی ۱۶۴°۳۶′غربی / ۲۰٫۲°شمالی ۱۶۴٫۶°غربی | ۱۷۸ کیلومتر (۱۱۱ مایل) |                 | [ ۱ ]    |
| ۱۹ ژانویه ۲۵۳۱  | ۱۷:۳۱:۱۹           | ۱۵۹        | حلقه‌ای | ۰٫۹۲۲۸ | ۱۰ دقیقه ۱۷ ثانیه | ۷°۵۴′شمالی ۸۲°۲۴′غربی / ۷٫۹°شمالی ۸۲٫۴°غربی     | ۳۳۲ کیلومتر (۲۰۶ مایل) |                 | [ ۱ ]    |
| ۱۵ ژوئیه ۲۵۳۱   | ۱۶:۰۷:۳۳           | ۱۶۴        | کامل   | ۱٫۰۷۵۰ | ۰۶ دقیقه ۲۵ ثانیه | ۲۳°۴۸′جنوبی ۶۵°۳۰′غربی / ۲۳٫۸°جنوبی ۶۵٫۵°غربی   | ۳۵۱ کیلومتر (۲۱۸ مایل) |                 | [ ۱ ]    |
| ۸ ژانویه ۲۵۳۲   | ۱۶:۳۱:۰۵           | ۱۶۹        | جزئی   | ۰٫۶۷۶۰ | —                 | ۶۴°۲۴′شمالی ۹۱°۲۴′غربی / ۶۴٫۴°شمالی ۹۱٫۴°غربی   | —                      |                 | [ ۱ ]    |
| ۵ ژوئن ۲۵۳۲     | ۰۰:۲۸:۵۸           | ۱۳۶        | جزئی   | ۰٫۸۲۲۴ | —                 | ۶۷°۳۰′شمالی ۱°۱۸′شرقی / ۶۷٫۵°شمالی ۱٫۳°شرقی     | —                      |                 | [ ۱ ]    |
| ۴ ژوئیه ۲۵۳۲    | ۰۸:۵۴:۵۸           | ۱۷۴        | جزئی   | ۰٫۱۰۴۰ | —                 | ۶۴°۵۴′جنوبی ۲۷°۴۸′شرقی / ۶۴٫۹°جنوبی ۲۷٫۸°شرقی   | —                      |                 | [ ۱ ]    |
| ۲۸ نوامبر ۲۵۳۲  | ۰۴:۴۹:۲۶           | ۱۴۱        | جزئی   | ۰٫۸۵۵۳ | —                 | ۶۸°۱۸′جنوبی ۵۷°۰۰′غربی / ۶۸٫۳°جنوبی ۵۷٫۰°غربی   | —                      |                 | [ ۱ ]    |
| ۲۵ مه ۲۵۳۳      | ۰۹:۱۵:۵۰           | ۱۴۶        | حلقه‌ای | ۰٫۹۷۱۲ | ۰۲ دقیقه ۵۶ ثانیه | ۴۲°۳۶′شمالی ۴۴°۴۸′شرقی / ۴۲٫۶°شمالی ۴۴٫۸°شرقی   | ۱۱۱ کیلومتر (۶۹ مایل)  |                 | [ ۱ ]    |
| ۱۷ نوامبر ۲۵۳۳  | ۱۸:۰۳:۱۰           | ۱۵۱        | کامل   | ۱٫۰۴۴۸ | ۰۳ دقیقه ۴۳ ثانیه | ۳۸°۵۴′جنوبی ۹۱°۳۰′غربی / ۳۸٫۹°جنوبی ۹۱٫۵°غربی   | ۱۵۹ کیلومتر (۹۹ مایل)  |                 | [ ۱ ]    |
| ۱۴ مه ۲۵۳۴      | ۱۱:۰۹:۲۹           | ۱۵۶        | حلقه‌ای | ۰٫۹۴۰۲ | ۰۸ دقیقه ۲۳ ثانیه | ۴°۰۶′جنوبی ۲۱°۵۴′شرقی / ۴٫۱°جنوبی ۲۱٫۹°شرقی     | ۲۴۰ کیلومتر (۱۵۰ مایل) |                 | [ ۱ ]    |
| ۷ نوامبر ۲۵۳۴   | ۱۰:۱۰:۰۷           | ۱۶۱        | کامل   | ۱٫۰۵۲۲ | ۰۴ دقیقه ۵۸ ثانیه | ۳°۵۴′شمالی ۳۴°۰۰′شرقی / ۳٫۹°شمالی ۳۴٫۰°شرقی     | ۱۸۴ کیلومتر (۱۱۴ مایل) |                 | [ ۱ ]    |
| ۳ مه ۲۵۳۵       | ۱۱:۴۷:۳۷           | ۱۶۶        | جزئی   | ۰٫۷۶۹۱ | —                 | ۷۰°۲۴′جنوبی ۴۷°۰۶′شرقی / ۷۰٫۴°جنوبی ۴۷٫۱°شرقی   | —                      |                 | [ ۱ ]    |
| ۲۸ اکتبر ۲۵۳۵   | ۰۰:۲۹:۳۴           | ۱۷۱        | جزئی   | ۰٫۸۳۸۸ | —                 | ۷۰°۵۴′شمالی ۱۳۶°۱۸′غربی / ۷۰٫۹°شمالی ۱۳۶٫۳°غربی | —                      |                 | [ ۱ ]    |
| ۲۳ مارس ۲۵۳۶    | ۰۶:۵۱:۰۶           | ۱۳۸        | کامل   | ۱٫۰۱۱۵ | ۰۰ دقیقه ۴۶ ثانیه | ۶۵°۱۸′شمالی ۴۲°۰۰′شرقی / ۶۵٫۳°شمالی ۴۲٫۰°شرقی   | ۱۲۱ کیلومتر (۷۵ مایل)  |                 | [ ۱ ]    |
| ۱۶ سپتامبر ۲۵۳۶ | ۱۷:۵۰:۱۸           | ۱۴۳        | حلقه‌ای | ۰٫۹۳۸۵ | ۰۴ دقیقه ۴۸ ثانیه | ۶۷°۱۲′جنوبی ۱۳۱°۰۶′غربی / ۶۷٫۲°جنوبی ۱۳۱٫۱°غربی | ۰۲۵ کیلومتر (۱۶ مایل)  |                 | [ ۱ ]    |
| ۱۲ مارس ۲۵۳۷    | ۲۱:۴۹:۰۷           | ۱۴۸        | کامل   | ۱٫۰۵۴۲ | ۰۴ دقیقه ۵۳ ثانیه | ۹°۳۰′شمالی ۱۴۲°۱۲′غربی / ۹٫۵°شمالی ۱۴۲٫۲°غربی   | ۱۸۴ کیلومتر (۱۱۴ مایل) |                 | [ ۱ ]    |
| ۵ سپتامبر ۲۵۳۷  | ۱۸:۰۸:۵۹           | ۱۵۳        | حلقه‌ای | ۰٫۹۴۴۶ | ۰۷ دقیقه ۱۱ ثانیه | ۶°۴۲′جنوبی ۸۹°۳۶′غربی / ۶٫۷°جنوبی ۸۹٫۶°غربی     | ۲۱۰ کیلومتر (۱۳۰ مایل) |                 | [ ۱ ]    |
| ۲ مارس ۲۵۳۸     | ۱۳:۴۱:۱۰           | ۱۵۸        | کامل   | ۱٫۰۳۵۷ | ۰۳ دقیقه ۰۱ ثانیه | ۳۳°۳۶′جنوبی ۶°۳۰′غربی / ۳۳٫۶°جنوبی ۶٫۵°غربی     | ۱۳۵ کیلومتر (۸۴ مایل)  |                 | [ ۱ ]    |
| ۲۵ اوت ۲۵۳۸     | ۲۱:۰۸:۱۴           | ۱۶۳        | حلقه‌ای | ۰٫۹۸۰۶ | ۰۱ دقیقه ۵۲ ثانیه | ۴۰°۴۲′شمالی ۱۱۹°۰۶′غربی / ۴۰٫۷°شمالی ۱۱۹٫۱°غربی | ۸۱ کیلومتر (۵۰ مایل)   |                 | [ ۱ ]    |
| ۲۰ فوریه ۲۵۳۹   | ۰۱:۴۸:۰۵           | ۱۶۸        | جزئی   | ۰٫۶۱۵۳ | —                 | ۷۱°۱۸′جنوبی ۷۱°۴۲′غربی / ۷۱٫۳°جنوبی ۷۱٫۷°غربی   | —                      |                 | [ ۱ ]    |
| ۱۶ ژوئیه ۲۵۳۹   | ۲۳:۲۷:۴۹           | ۱۳۵        | جزئی   | ۰٫۴۱۴۳ | —                 | ۶۸°۱۸′جنوبی ۱۷۶°۱۸′غربی / ۶۸٫۳°جنوبی ۱۷۶٫۳°غربی | —                      |                 | [ ۱ ]    |
| ۱۵ اوت ۲۵۳۹     | ۰۷:۲۱:۰۱           | ۱۷۳        | جزئی   | ۰٫۵۵۴۸ | —                 | ۷۰°۴۸′شمالی ۱۴۶°۴۲′غربی / ۷۰٫۸°شمالی ۱۴۶٫۷°غربی | —                      |                 | [ ۱ ]    |
| ۱۰ ژانویه ۲۵۴۰  | ۱۲:۰۱:۳۵           | ۱۴۰        | جزئی   | ۰٫۸۴۸۳ | —                 | ۶۷°۵۴′شمالی ۱°۱۸′شرقی / ۶۷٫۹°شمالی ۱٫۳°شرقی     | —                      |                 | [ ۱ ]    |
| ۵ ژوئیه ۲۵۴۰    | ۱۶:۳۴:۲۶           | ۱۴۵        | کامل   | ۱٫۰۷۶۰ | ۰۷ دقیقه ۰۴ ثانیه | ۱۲°۲۴′جنوبی ۶۰°۳۶′غربی / ۱۲٫۴°جنوبی ۶۰٫۶°غربی   | ۳۰۰ کیلومتر (۱۹۰ مایل) |                 | [ ۱ ]    |
| ۲۹ دسامبر ۲۵۴۰  | ۱۱:۱۵:۵۹           | ۱۵۰        | حلقه‌ای | ۰٫۹۲۹۵ | ۰۹ دقیقه ۵۷ ثانیه | ۱°۰۰′جنوبی ۱۹°۰۰′شرقی / ۱٫۰°جنوبی ۱۹٫۰°شرقی     | ۲۸۵ کیلومتر (۱۷۷ مایل) |                 | [ ۱ ]    |
| ۲۵ ژوئن ۲۵۴۱    | ۰۸:۳۳:۵۷           | ۱۵۵        | کامل   | ۱٫۰۴۳۷ | ۰۳ دقیقه ۵۸ ثانیه | ۳۳°۳۰′شمالی ۵۸°۳۶′شرقی / ۳۳٫۵°شمالی ۵۸٫۶°شرقی   | ۱۴۸ کیلومتر (۹۲ مایل)  |                 | [ ۱ ]    |
| ۱۸ دسامبر ۲۵۴۱  | ۱۵:۴۸:۵۵           | ۱۶۰        | حلقه‌ای | ۰٫۹۷۸۸ | ۰۲ دقیقه ۰۱ ثانیه | ۴۲°۴۸′جنوبی ۵۴°۴۲′غربی / ۴۲٫۸°جنوبی ۵۴٫۷°غربی   | ۸۰ کیلومتر (۵۰ مایل)   |                 | [ ۱ ]    |
| ۱۴ ژوئن ۲۵۴۲    | ۱۹:۰۳:۰۹           | ۱۶۵        | حلقه‌ای | ۰٫۹۷۳۷ | ۰۱ دقیقه ۳۰ ثانیه | ۷۴°۴۸′شمالی ۱۱۳°۲۴′شرقی / ۷۴٫۸°شمالی ۱۱۳٫۴°شرقی | ۵۴۰ کیلومتر (۳۴۰ مایل) |                 | [ ۱ ]    |
| ۸ دسامبر ۲۵۴۲   | ۰۳:۳۵:۰۱           | ۱۷۰        | کامل   | ۱٫۰۰۷۲ | —                 | ۶۴°۴۲′جنوبی ۲۱°۰۰′غربی / ۶۴٫۷°جنوبی ۲۱٫۰°غربی   | —                      |                 | [ ۱ ]    |
| ۵ مه ۲۵۴۳       | ۰۶:۲۹:۱۹           | ۱۳۷        | جزئی   | ۰٫۷۶۴۸ | —                 | ۶۲°۱۸′جنوبی ۱۴۵°۰۶′شرقی / ۶۲٫۳°جنوبی ۱۴۵٫۱°شرقی | —                      |                 | [ ۱ ]    |
| ۲۹ اکتبر ۲۵۴۳   | ۰۹:۳۶:۳۰           | ۱۴۲        | کامل   | ۱٫۰۳۱۶ | ۰۲ دقیقه ۰۲ ثانیه | ۵۸°۴۲′شمالی ۹۱°۵۴′شرقی / ۵۸٫۷°شمالی ۹۱٫۹°شرقی   | —                      |                 | [ ۱ ]    |
| ۲۳ آوریل ۲۵۴۴   | ۰۸:۰۵:۳۴           | ۱۴۷        | حلقه‌ای | ۰٫۹۶۳۵ | ۰۴ دقیقه ۰۵ ثانیه | ۶°۱۸′جنوبی ۷۴°۰۰′شرقی / ۶٫۳°جنوبی ۷۴٫۰°شرقی     | ۱۴۰ کیلومتر (۸۷ مایل)  |                 | [ ۱ ]    |
| ۱۷ اکتبر ۲۵۴۴   | ۲۲:۴۱:۱۴           | ۱۵۲        | مرکب   | ۱٫۰۰۰۶ | ۰۰ دقیقه ۰۴ ثانیه | ۵°۵۴′شمالی ۱۴۹°۱۲′غربی / ۵٫۹°شمالی ۱۴۹٫۲°غربی   | ۲ کیلومتر (۱٫۲ مایل)   |                 | [ ۱ ]    |
| ۱۲ آوریل ۲۵۴۵   | ۱۶:۱۹:۴۶           | ۱۵۷        | مرکب   | ۱٫۰۱۴۹ | ۰۱ دقیقه ۱۷ ثانیه | ۲۹°۲۴′شمالی ۶۹°۴۸′غربی / ۲۹٫۴°شمالی ۶۹٫۸°غربی   | ۵۵ کیلومتر (۳۴ مایل)   |                 | [ ۱ ]    |
| ۷ اکتبر ۲۵۴۵    | ۰۵:۰۱:۱۵           | ۱۶۲        | حلقه‌ای | ۰٫۹۵۱۴ | ۰۴ دقیقه ۵۴ ثانیه | ۲۹°۰۶′جنوبی ۹۴°۲۴′شرقی / ۲۹٫۱°جنوبی ۹۴٫۴°شرقی   | ۱۹۷ کیلومتر (۱۲۲ مایل) |                 | [ ۱ ]    |
| ۲ آوریل ۲۵۴۶    | ۰۶:۳۹:۲۲           | ۱۶۷        | جزئی   | ۰٫۸۶۴۷ | —                 | ۶۱°۱۲′شمالی ۱۱°۰۰′غربی / ۶۱٫۲°شمالی ۱۱٫۰°غربی   | —                      |                 | [ ۱ ]    |
| ۲۶ سپتامبر ۲۵۴۶ | ۰۵:۳۶:۲۸           | ۱۷۲        | جزئی   | ۰٫۶۲۸۵ | —                 | ۶۱°۰۰′جنوبی ۸°۳۰′شرقی / ۶۱٫۰°جنوبی ۸٫۵°شرقی     | —                      |                 | [ ۱ ]    |
| ۲۱ فوریه ۲۵۴۷   | ۱۲:۲۹:۳۰           | ۱۳۹        | کامل   | ۱٫۰۱۳۲ | ۰۰ دقیقه ۵۰ ثانیه | ۶۱°۰۶′جنوبی ۵۹°۳۶′شرقی / ۶۱٫۱°جنوبی ۵۹٫۶°شرقی   | ۱۰۶ کیلومتر (۶۶ مایل)  |                 | [ ۱ ]    |
| ۱۶ اوت ۲۵۴۷     | ۱۸:۴۶:۳۶           | ۱۴۴        | حلقه‌ای | ۰٫۹۹۱۰ | ۰۰ دقیقه ۳۷ ثانیه | ۶۳°۰۰′شمالی ۳۸°۳۶′غربی / ۶۳٫۰°شمالی ۳۸٫۶°غربی   | ۶۷ کیلومتر (۴۲ مایل)   |                 | [ ۱ ]    |
| ۱۰ فوریه ۲۵۴۸   | ۲۲:۴۴:۲۵           | ۱۴۹        | حلقه‌ای | ۰٫۹۶۶۲ | ۰۳ دقیقه ۲۳ ثانیه | ۲۶°۱۸′جنوبی ۱۴۴°۵۴′غربی / ۲۶٫۳°جنوبی ۱۴۴٫۹°غربی | ۱۲۵ کیلومتر (۷۸ مایل)  |                 | [ ۱ ]    |
| ۵ اوت ۲۵۴۸      | ۰۶:۵۶:۳۶           | ۱۵۴        | کامل   | ۱٫۰۵۵۶ | ۰۴ دقیقه ۴۹ ثانیه | ۲۱°۲۴′شمالی ۸۶°۳۶′شرقی / ۲۱٫۴°شمالی ۸۶٫۶°شرقی   | ۱۸۴ کیلومتر (۱۱۴ مایل) |                 | [ ۱ ]    |
| ۳۰ ژانویه ۲۵۴۹  | ۰۱:۳۴:۵۱           | ۱۵۹        | حلقه‌ای | ۰٫۹۲۲۳ | ۱۰ دقیقه ۰۰ ثانیه | ۹°۲۴′شمالی ۱۵۶°۰۶′شرقی / ۹٫۴°شمالی ۱۵۶٫۱°شرقی   | ۳۳۱ کیلومتر (۲۰۶ مایل) |                 | [ ۱ ]    |
| ۲۵ ژوئیه ۲۵۴۹   | ۲۳:۳۷:۲۶           | ۱۶۴        | کامل   | ۱٫۰۷۶۱ | ۰۶ دقیقه ۳۰ ثانیه | ۱۹°۳۰′جنوبی ۱۷۸°۳۰′غربی / ۱۹٫۵°جنوبی ۱۷۸٫۵°غربی | ۳۲۲ کیلومتر (۲۰۰ مایل) |                 | [ ۱ ]    |
| ۱۹ ژانویه ۲۵۵۰  | ۰۰:۳۶:۲۵           | ۱۶۹        | جزئی   | ۰٫۶۹۱۴ | —                 | ۶۳°۳۰′شمالی ۱۳۸°۱۲′شرقی / ۶۳٫۵°شمالی ۱۳۸٫۲°شرقی | —                      |                 | [ ۱ ]    |
| ۱۶ ژوئن ۲۵۵۰    | ۰۷:۴۵:۳۵           | ۱۳۶        | جزئی   | ۰٫۶۸۴۰ | —                 | ۶۶°۲۴′شمالی ۱۱۸°۰۶′غربی / ۶۶٫۴°شمالی ۱۱۸٫۱°غربی | —                      |                 | [ ۱ ]    |
| ۱۵ ژوئیه ۲۵۵۰   | ۱۶:۱۴:۵۸           | ۱۷۴        | جزئی   | ۰٫۲۳۶۶ | —                 | ۶۴°۰۰′جنوبی ۹۱°۳۶′غربی / ۶۴٫۰°جنوبی ۹۱٫۶°غربی   | —                      |                 | [ ۱ ]    |
| ۹ دسامبر ۲۵۵۰   | ۱۳:۱۵:۴۱           | ۱۴۱        | جزئی   | ۰٫۸۳۹۰ | —                 | ۶۷°۱۲′جنوبی ۱۶۵°۴۲′شرقی / ۶۷٫۲°جنوبی ۱۶۵٫۷°شرقی | —                      |                 | [ ۱ ]    |
| ۵ ژوئن ۲۵۵۱     | ۱۶:۱۰:۴۰           | ۱۴۶        | حلقه‌ای | ۰٫۹۶۹۹ | ۰۲ دقیقه ۵۵ ثانیه | ۴۹°۰۰′شمالی ۵۶°۰۶′غربی / ۴۹٫۰°شمالی ۵۶٫۱°غربی   | ۱۲۱ کیلومتر (۷۵ مایل)  |                 | [ ۱ ]    |
| ۲۹ نوامبر ۲۵۵۱  | ۰۲:۳۸:۱۹           | ۱۵۱        | کامل   | ۱٫۰۴۳۸ | ۰۳ دقیقه ۳۴ ثانیه | ۴۲°۱۸′جنوبی ۱۴۲°۱۸′شرقی / ۴۲٫۳°جنوبی ۱۴۲٫۳°شرقی | ۱۵۷ کیلومتر (۹۸ مایل)  |                 | [ ۱ ]    |
| ۲۴ مه ۲۵۵۲      | ۱۷:۵۴:۰۹           | ۱۵۶        | حلقه‌ای | ۰٫۹۴۲۵ | ۰۸ دقیقه ۰۹ ثانیه | ۲°۳۰′شمالی ۸۰°۳۰′غربی / ۲٫۵°شمالی ۸۰٫۵°غربی     | ۲۲۴ کیلومتر (۱۳۹ مایل) |                 | [ ۱ ]    |
| ۱۷ نوامبر ۲۵۵۲  | ۱۸:۳۸:۴۵           | ۱۶۱        | کامل   | ۱٫۰۴۸۵ | ۰۴ دقیقه ۴۲ ثانیه | ۰°۱۸′جنوبی ۹۳°۵۴′غربی / ۰٫۳°جنوبی ۹۳٫۹°غربی     | ۱۷۰ کیلومتر (۱۱۰ مایل) |                 | [ ۱ ]    |
| ۱۳ مه ۲۵۵۳      | ۱۸:۵۱:۲۱           | ۱۶۶        | جزئی   | ۰٫۸۸۰۰ | —                 | ۶۹°۳۰′جنوبی ۷۰°۴۸′غربی / ۶۹٫۵°جنوبی ۷۰٫۸°غربی   | —                      |                 | [ ۱ ]    |
| ۷ نوامبر ۲۵۵۳   | ۰۸:۳۵:۲۲           | ۱۷۱        | جزئی   | ۰٫۸۸۵۸ | —                 | ۷۰°۱۲′شمالی ۸۹°۴۲′شرقی / ۷۰٫۲°شمالی ۸۹٫۷°شرقی   | —                      |                 | [ ۱ ]    |
| ۳ آوریل ۲۵۵۴    | ۱۵:۰۰:۵۱           | ۱۳۸        | کامل   | ۱٫۰۱۵۳ | ۰۰ دقیقه ۵۶ ثانیه | ۷۱°۳۰′شمالی ۱۰۲°۱۲′غربی / ۷۱٫۵°شمالی ۱۰۲٫۲°غربی | ۲۳۲ کیلومتر (۱۴۴ مایل) |                 | [ ۱ ]    |
| ۲۸ سپتامبر ۲۵۵۴ | ۰۰:۵۰:۱۴           | ۱۴۳        | جزئی   | ۰٫۸۹۹۴ | —                 | ۷۲°۱۸′جنوبی ۷۶°۰۰′شرقی / ۷۲٫۳°جنوبی ۷۶٫۰°شرقی   | —                      |                 | [ ۱ ]    |
| ۲۴ مارس ۲۵۵۵    | ۰۶:۱۶:۲۳           | ۱۴۸        | کامل   | ۱٫۰۵۷۴ | ۰۵ دقیقه ۰۴ ثانیه | ۱۵°۱۲′شمالی ۹۰°۰۰′شرقی / ۱۵٫۲°شمالی ۹۰٫۰°شرقی   | ۱۹۵ کیلومتر (۱۲۱ مایل) |                 | [ ۱ ]    |
| ۱۷ سپتامبر ۲۵۵۵ | ۰۰:۵۸:۱۸           | ۱۵۳        | حلقه‌ای | ۰٫۹۴۲۹ | ۰۷ دقیقه ۱۰ ثانیه | ۱۴°۴۸′جنوبی ۱۶۵°۵۴′شرقی / ۱۴٫۸°جنوبی ۱۶۵٫۹°شرقی | ۲۲۱ کیلومتر (۱۳۷ مایل) |                 | [ ۱ ]    |
| ۱۲ مارس ۲۵۵۶    | ۲۲:۱۱:۲۱           | ۱۵۸        | کامل   | ۱٫۰۳۶۲ | ۰۳ دقیقه ۱۰ ثانیه | ۲۸°۰۶′جنوبی ۱۳۴°۴۲′غربی / ۲۸٫۱°جنوبی ۱۳۴٫۷°غربی | ۱۳۵ کیلومتر (۸۴ مایل)  |                 | [ ۱ ]    |
| ۵ سپتامبر ۲۵۵۶  | ۰۴:۱۳:۲۶           | ۱۶۳        | حلقه‌ای | ۰٫۹۸۲۳ | ۰۱ دقیقه ۴۸ ثانیه | ۳۲°۱۲′شمالی ۱۳۲°۳۰′شرقی / ۳۲٫۲°شمالی ۱۳۲٫۵°شرقی | ۷۰ کیلومتر (۴۳ مایل)   |                 | [ ۱ ]    |
| ۲ مارس ۲۵۵۷     | ۱۰:۰۵:۴۹           | ۱۶۸        | جزئی   | ۰٫۶۳۶۱ | —                 | ۷۱°۴۸′جنوبی ۱۵۰°۳۰′شرقی / ۷۱٫۸°جنوبی ۱۵۰٫۵°شرقی | —                      |                 | [ ۱ ]    |
| ۲۷ ژوئیه ۲۵۵۷   | ۰۶:۵۴:۰۸           | ۱۳۵        | جزئی   | ۰٫۲۸۳۵ | —                 | ۶۹°۱۸′جنوبی ۶۰°۵۴′شرقی / ۶۹٫۳°جنوبی ۶۰٫۹°شرقی   | —                      |                 | [ ۱ ]    |
| ۲۵ اوت ۲۵۵۷     | ۱۴:۴۶:۳۹           | ۱۷۳        | جزئی   | ۰٫۶۸۷۰ | —                 | ۷۱°۲۴′شمالی ۸۹°۰۶′شرقی / ۷۱٫۴°شمالی ۸۹٫۱°شرقی   | —                      |                 | [ ۱ ]    |
| ۲۰ ژانویه ۲۵۵۸  | ۲۰:۰۳:۵۳           | ۱۴۰        | جزئی   | ۰٫۸۳۲۶ | —                 | ۶۹°۰۰′شمالی ۱۳۰°۲۴′غربی / ۶۹٫۰°شمالی ۱۳۰٫۴°غربی | —                      |                 | [ ۱ ]    |
| ۱۷ ژوئیه ۲۵۵۸   | ۰۰:۰۳:۱۴           | ۱۴۵        | کامل   | ۱٫۰۷۴۲ | ۰۶ دقیقه ۴۳ ثانیه | ۱۹°۱۲′جنوبی ۱۷۵°۰۰′غربی / ۱۹٫۲°جنوبی ۱۷۵٫۰°غربی | ۳۱۵ کیلومتر (۱۹۶ مایل) |                 | [ ۱ ]    |
| ۹ ژانویه ۲۵۵۹   | ۱۹:۲۴:۲۹           | ۱۵۰        | حلقه‌ای | ۰٫۹۳۰۸ | ۰۹ دقیقه ۴۳ ثانیه | ۰°۳۶′شمالی ۱۰۳°۲۴′غربی / ۰٫۶°شمالی ۱۰۳٫۴°غربی   | ۲۸۰ کیلومتر (۱۷۰ مایل) |                 | [ ۱ ]    |
| ۶ ژوئیه ۲۵۵۹    | ۱۵:۵۰:۳۷           | ۱۵۵        | کامل   | ۱٫۰۴۱۲ | ۰۳ دقیقه ۵۵ ثانیه | ۲۸°۲۴′شمالی ۴۸°۵۴′غربی / ۲۸٫۴°شمالی ۴۸٫۹°غربی   | ۱۳۹ کیلومتر (۸۶ مایل)  |                 | [ ۱ ]    |
| ۳۰ دسامبر ۲۵۵۹  | ۰۰:۱۷:۱۹           | ۱۶۰        | حلقه‌ای | ۰٫۹۸۰۸ | ۰۱ دقیقه ۵۰ ثانیه | ۴۲°۱۲′جنوبی ۱۷۷°۵۴′غربی / ۴۲٫۲°جنوبی ۱۷۷٫۹°غربی | ۷۲ کیلومتر (۴۵ مایل)   |                 | [ ۱ ]    |
| ۲۵ ژوئن ۲۵۶۰    | ۰۱:۵۵:۵۰           | ۱۶۵        | حلقه‌ای | ۰٫۹۷۵۴ | ۰۱ دقیقه ۳۵ ثانیه | ۸۶°۲۴′شمالی ۹۱°۱۸′شرقی / ۸۶٫۴°شمالی ۹۱٫۳°شرقی   | ۲۱۱ کیلومتر (۱۳۱ مایل) |                 | [ ۱ ]    |
| ۱۸ دسامبر ۲۵۶۰  | ۱۲:۱۷:۵۴           | ۱۷۰        | کامل   | ۱٫۰۱۸۴ | ۰۰ دقیقه ۵۵ ثانیه | ۷۳°۳۶′جنوبی ۱۵۳°۳۶′غربی / ۷۳٫۶°جنوبی ۱۵۳٫۶°غربی | ۴۴۴ کیلومتر (۲۷۶ مایل) |                 | [ ۱ ]    |
| ۱۵ مه ۲۵۶۱      | ۱۳:۲۰:۱۶           | ۱۳۷        | جزئی   | ۰٫۶۵۳۴ | —                 | ۶۳°۰۶′جنوبی ۳۳°۳۶′شرقی / ۶۳٫۱°جنوبی ۳۳٫۶°شرقی   | —                      |                 | [ ۱ ]    |
| ۸ نوامبر ۲۵۶۱   | ۱۷:۵۵:۴۰           | ۱۴۲        | جزئی   | ۰٫۹۶۶۰ | —                 | ۶۲°۳۰′شمالی ۳۱°۱۸′غربی / ۶۲٫۵°شمالی ۳۱٫۳°غربی   | —                      |                 | [ ۱ ]    |
| ۴ مه ۲۵۶۲       | ۱۵:۲۱:۲۹           | ۱۴۷        | حلقه‌ای | ۰٫۹۶۸۶ | ۰۳ دقیقه ۳۵ ثانیه | ۶°۳۰′جنوبی ۳۴°۳۰′غربی / ۶٫۵°جنوبی ۳۴٫۵°غربی     | ۱۲۳ کیلومتر (۷۶ مایل)  |                 | [ ۱ ]    |
| ۲۹ اکتبر ۲۵۶۲   | ۰۶:۳۴:۴۰           | ۱۵۲        | حلقه‌ای | ۰٫۹۹۴۳ | ۰۰ دقیقه ۳۵ ثانیه | ۴°۳۶′شمالی ۹۲°۴۲′شرقی / ۴٫۶°شمالی ۹۲٫۷°شرقی     | ۲۱ کیلومتر (۱۳ مایل)   |                 | [ ۱ ]    |
| ۲۴ آوریل ۲۵۶۳   | ۰۰:۰۸:۳۱           | ۱۵۷        | کامل   | ۱٫۰۲۱۳ | ۰۱ دقیقه ۴۹ ثانیه | ۳۱°۰۶′شمالی ۱۷۴°۴۸′شرقی / ۳۱٫۱°شمالی ۱۷۴٫۸°شرقی | ۷۷ کیلومتر (۴۸ مایل)   |                 | [ ۱ ]    |
| ۱۸ اکتبر ۲۵۶۳   | ۱۲:۲۱:۳۹           | ۱۶۲        | حلقه‌ای | ۰٫۹۴۶۷ | ۰۵ دقیقه ۲۶ ثانیه | ۳۰°۴۲′جنوبی ۱۴°۱۲′غربی / ۳۰٫۷°جنوبی ۱۴٫۲°غربی   | ۲۱۳ کیلومتر (۱۳۲ مایل) |                 | [ ۱ ]    |
| ۱۲ آوریل ۲۵۶۴   | ۱۴:۵۱:۴۲           | ۱۶۷        | جزئی   | ۰٫۹۳۷۳ | —                 | ۶۱°۳۰′شمالی ۱۴۲°۳۰′غربی / ۶۱٫۵°شمالی ۱۴۲٫۵°غربی | —                      |                 | [ ۱ ]    |
| ۶ اکتبر ۲۵۶۴    | ۱۲:۳۸:۱۴           | ۱۷۲        | جزئی   | ۰٫۷۲۶۶ | —                 | ۶۱°۰۶′جنوبی ۱۰۵°۱۲′غربی / ۶۱٫۱°جنوبی ۱۰۵٫۲°غربی | —                      |                 | [ ۱ ]    |
| ۳ مارس ۲۵۶۵     | ۲۱:۰۱:۳۹           | ۱۳۹        | کامل   | ۱٫۰۱۲۱ | ۰۰ دقیقه ۴۶ ثانیه | ۵۸°۴۲′جنوبی ۶۸°۴۸′غربی / ۵۸٫۷°جنوبی ۶۸٫۸°غربی   | ۱۰۷ کیلومتر (۶۶ مایل)  |                 | [ ۱ ]    |
| ۲۷ اوت ۲۵۶۵     | ۰۱:۵۳:۵۶           | ۱۴۴        | حلقه‌ای | ۰٫۹۹۰۰ | ۰۰ دقیقه ۳۹ ثانیه | ۶۳°۰۰′شمالی ۱۲۹°۱۸′غربی / ۶۳٫۰°شمالی ۱۲۹٫۳°غربی | ۱۱۷ کیلومتر (۷۳ مایل)  |                 | [ ۱ ]    |
| ۲۱ فوریه ۲۵۶۶   | ۰۷:۰۱:۴۴           | ۱۴۹        | حلقه‌ای | ۰٫۹۶۵۰ | ۰۳ دقیقه ۳۰ ثانیه | ۲۲°۵۴′جنوبی ۹۱°۴۸′شرقی / ۲۲٫۹°جنوبی ۹۱٫۸°شرقی   | ۱۳۰ کیلومتر (۸۱ مایل)  |                 | [ ۱ ]    |
| ۱۶ اوت ۲۵۶۶     | ۱۴:۲۲:۲۵           | ۱۵۴        | کامل   | ۱٫۰۵۶۹ | ۰۴ دقیقه ۴۷ ثانیه | ۲۱°۴۸′شمالی ۲۲°۴۸′غربی / ۲۱٫۸°شمالی ۲۲٫۸°غربی   | ۱۹۰ کیلومتر (۱۲۰ مایل) |                 | [ ۱ ]    |
| ۱۰ فوریه ۲۵۶۷   | ۰۹:۳۵:۵۱           | ۱۵۹        | حلقه‌ای | ۰٫۹۲۲۳ | ۰۹ دقیقه ۳۷ ثانیه | ۱۱°۲۴′شمالی ۳۵°۱۲′شرقی / ۱۱٫۴°شمالی ۳۵٫۲°شرقی   | ۳۲۸ کیلومتر (۲۰۴ مایل) |                 | [ ۱ ]    |
| ۶ اوت ۲۵۶۷      | ۰۷:۰۹:۰۹           | ۱۶۴        | کامل   | ۱٫۰۷۶۲ | ۰۶ دقیقه ۲۶ ثانیه | ۱۶°۳۰′جنوبی ۶۸°۳۰′شرقی / ۱۶٫۵°جنوبی ۶۸٫۵°شرقی   | ۲۹۹ کیلومتر (۱۸۶ مایل) |                 | [ ۱ ]    |
| ۳۰ ژانویه ۲۵۶۸  | ۰۸:۳۹:۴۷           | ۱۶۹        | جزئی   | ۰٫۷۱۰۶ | —                 | ۶۲°۴۲′شمالی ۸°۳۶′شرقی / ۶۲٫۷°شمالی ۸٫۶°شرقی     | —                      |                 | [ ۱ ]    |
| ۲۶ ژوئن ۲۵۶۸    | ۱۴:۵۸:۵۵           | ۱۳۶        | جزئی   | ۰٫۵۴۲۶ | —                 | ۶۵°۳۰′شمالی ۱۲۳°۴۲′شرقی / ۶۵٫۵°شمالی ۱۲۳٫۷°شرقی | —                      |                 | [ ۱ ]    |
| ۲۵ ژوئیه ۲۵۶۸   | ۲۳:۳۶:۰۱           | ۱۷۴        | جزئی   | ۰٫۳۶۶۶ | —                 | ۶۳°۱۸′جنوبی ۱۴۹°۰۰′شرقی / ۶۳٫۳°جنوبی ۱۴۹٫۰°شرقی | —                      |                 | [ ۱ ]    |
| ۱۹ دسامبر ۲۵۶۸  | ۲۱:۴۷:۰۱           | ۱۴۱        | جزئی   | ۰٫۸۲۸۴ | —                 | ۶۶°۱۲′جنوبی ۲۷°۳۶′شرقی / ۶۶٫۲°جنوبی ۲۷٫۶°شرقی   | —                      |                 | [ ۱ ]    |
| ۱۵ ژوئن ۲۵۶۹    | ۲۳:۰۰:۰۸           | ۱۴۶        | حلقه‌ای | ۰٫۹۶۸۰ | ۰۲ دقیقه ۵۶ ثانیه | ۵۴°۴۸′شمالی ۱۵۳°۴۲′غربی / ۵۴٫۸°شمالی ۱۵۳٫۷°غربی | ۱۳۵ کیلومتر (۸۴ مایل)  |                 | [ ۱ ]    |
| ۹ دسامبر ۲۵۶۹   | ۱۱:۱۸:۳۲           | ۱۵۱        | کامل   | ۱٫۰۴۳۱ | ۰۳ دقیقه ۲۷ ثانیه | ۴۴°۴۲′جنوبی ۱۵°۴۸′شرقی / ۴۴٫۷°جنوبی ۱۵٫۸°شرقی   | ۱۵۵ کیلومتر (۹۶ مایل)  |                 | [ ۱ ]    |
| ۵ ژوئن ۲۵۷۰     | ۰۰:۳۲:۱۷           | ۱۵۶        | حلقه‌ای | ۰٫۹۴۴۶ | ۰۷ دقیقه ۴۸ ثانیه | ۸°۴۲′شمالی ۱۷۹°۲۴′شرقی / ۸٫۷°شمالی ۱۷۹٫۴°شرقی   | ۲۱۱ کیلومتر (۱۳۱ مایل) |                 | [ ۱ ]    |
| ۲۹ نوامبر ۲۵۷۰  | ۰۳:۱۳:۴۴           | ۱۶۱        | کامل   | ۱٫۰۴۴۹ | ۰۴ دقیقه ۲۵ ثانیه | ۳°۲۴′جنوبی ۱۳۷°۰۶′شرقی / ۳٫۴°جنوبی ۱۳۷٫۱°شرقی   | ۱۵۸ کیلومتر (۹۸ مایل)  |                 | [ ۱ ]    |
| ۲۵ مه ۲۵۷۱      | ۰۱:۴۷:۰۰           | ۱۶۶        | حلقه‌ای | ۰٫۹۵۲۰ | ۰۴ دقیقه ۲۱ ثانیه | ۵۷°۵۴′جنوبی ۱۶۹°۲۴′شرقی / ۵۷٫۹°جنوبی ۱۶۹٫۴°شرقی | ۹۲۶ کیلومتر (۵۷۵ مایل) |                 | [ ۱ ]    |
| ۱۸ نوامبر ۲۵۷۱  | ۱۶:۴۹:۱۴           | ۱۷۱        | جزئی   | ۰٫۹۱۹۶ | —                 | ۶۹°۱۲′شمالی ۴۵°۴۲′غربی / ۶۹٫۲°شمالی ۴۵٫۷°غربی   | —                      |                 | [ ۱ ]    |
| ۱۳ آوریل ۲۵۷۲   | ۲۳:۰۲:۰۸           | ۱۳۸        | جزئی   | ۰٫۹۹۰۲ | —                 | ۷۱°۳۰′شمالی ۸۱°۴۸′شرقی / ۷۱٫۵°شمالی ۸۱٫۸°شرقی   | —                      |                 | [ ۱ ]    |
| ۸ اکتبر ۲۵۷۲    | ۰۷:۵۸:۲۰           | ۱۴۳        | جزئی   | ۰٫۸۰۳۱ | —                 | ۷۲°۰۰′جنوبی ۴۴°۴۸′غربی / ۷۲٫۰°جنوبی ۴۴٫۸°غربی   | —                      |                 | [ ۱ ]    |
| ۳ آوریل ۲۵۷۳    | ۱۴:۳۶:۱۶           | ۱۴۸        | کامل   | ۱٫۰۶۰۶ | ۰۵ دقیقه ۱۳ ثانیه | ۲۱°۲۴′شمالی ۳۵°۵۴′غربی / ۲۱٫۴°شمالی ۳۵٫۹°غربی   | ۲۰۷ کیلومتر (۱۲۹ مایل) |                 | [ ۱ ]    |
| ۲۷ سپتامبر ۲۵۷۳ | ۰۷:۵۵:۵۰           | ۱۵۳        | حلقه‌ای | ۰٫۹۴۱۱ | ۰۷ دقیقه ۰۶ ثانیه | ۲۲°۴۲′جنوبی ۵۹°۲۴′شرقی / ۲۲٫۷°جنوبی ۵۹٫۴°شرقی   | ۲۳۳ کیلومتر (۱۴۵ مایل) |                 | [ ۱ ]    |
| ۲۴ مارس ۲۵۷۴    | ۰۶:۳۴:۲۱           | ۱۵۸        | کامل   | ۱٫۰۳۷۱ | ۰۳ دقیقه ۲۱ ثانیه | ۲۲°۱۸′جنوبی ۹۸°۱۸′شرقی / ۲۲٫۳°جنوبی ۹۸٫۳°شرقی   | ۱۳۷ کیلومتر (۸۵ مایل)  |                 | [ ۱ ]    |
| ۱۶ سپتامبر ۲۵۷۴ | ۱۱:۲۵:۰۱           | ۱۶۳        | حلقه‌ای | ۰٫۹۸۳۵ | ۰۱ دقیقه ۴۵ ثانیه | ۲۴°۰۰′شمالی ۲۲°۲۴′شرقی / ۲۴٫۰°شمالی ۲۲٫۴°شرقی   | ۶۳ کیلومتر (۳۹ مایل)   |                 | [ ۱ ]    |
| ۱۳ مارس ۲۵۷۵    | ۱۸:۱۷:۲۰           | ۱۶۸        | جزئی   | ۰٫۶۶۴۶ | —                 | ۷۲°۰۶′جنوبی ۱۳°۴۸′شرقی / ۷۲٫۱°جنوبی ۱۳٫۸°شرقی   | —                      |                 | [ ۱ ]    |
| ۷ اوت ۲۵۷۵      | ۱۴:۲۱:۳۸           | ۱۳۵        | جزئی   | ۰٫۱۵۴۱ | —                 | ۷۰°۰۶′جنوبی ۶۲°۵۴′غربی / ۷۰٫۱°جنوبی ۶۲٫۹°غربی   | —                      |                 | [ ۱ ]    |
| ۵ سپتامبر ۲۵۷۵  | ۲۲:۱۷:۴۱           | ۱۷۳        | جزئی   | ۰٫۸۱۲۵ | —                 | ۷۱°۵۴′شمالی ۳۷°۰۰′غربی / ۷۱٫۹°شمالی ۳۷٫۰°غربی   | —                      |                 | [ ۱ ]    |
| ۱ فوریه ۲۵۷۶    | ۰۴:۰۴:۵۹           | ۱۴۰        | جزئی   | ۰٫۸۱۶۱ | —                 | ۷۰°۰۰′شمالی ۹۷°۳۶′شرقی / ۷۰٫۰°شمالی ۹۷٫۶°شرقی   | —                      |                 | [ ۱ ]    |
| ۲۷ ژوئیه ۲۵۷۶   | ۰۷:۳۲:۳۱           | ۱۴۵        | کامل   | ۱٫۰۷۱۴ | ۰۶ دقیقه ۱۲ ثانیه | ۲۶°۵۴′جنوبی ۶۹°۳۰′شرقی / ۲۶٫۹°جنوبی ۶۹٫۵°شرقی   | ۳۳۴ کیلومتر (۲۰۸ مایل) |                 | [ ۱ ]    |
| ۲۰ ژانویه ۲۵۷۷  | ۰۳:۳۵:۰۰           | ۱۵۰        | حلقه‌ای | ۰٫۹۳۲۶ | ۰۹ دقیقه ۱۸ ثانیه | ۲°۴۸′شمالی ۱۳۳°۴۲′شرقی / ۲٫۸°شمالی ۱۳۳٫۷°شرقی   | ۲۷۳ کیلومتر (۱۷۰ مایل) |                 | [ ۱ ]    |
| ۱۶ ژوئیه ۲۵۷۷   | ۲۳:۰۵:۲۳           | ۱۵۵        | کامل   | ۱٫۰۳۸۲ | ۰۳ دقیقه ۴۷ ثانیه | ۲۲°۳۰′شمالی ۱۵۶°۴۸′غربی / ۲۲٫۵°شمالی ۱۵۶٫۸°غربی | ۱۲۸ کیلومتر (۸۰ مایل)  |                 | [ ۱ ]    |
| ۹ ژانویه ۲۵۷۸   | ۰۸:۴۹:۰۰           | ۱۶۰        | حلقه‌ای | ۰٫۹۸۳۱ | ۰۱ دقیقه ۳۷ ثانیه | ۴۰°۴۲′جنوبی ۵۷°۴۲′شرقی / ۴۰٫۷°جنوبی ۵۷٫۷°شرقی   | ۶۳ کیلومتر (۳۹ مایل)   |                 | [ ۱ ]    |
| ۶ ژوئیه ۲۵۷۸    | ۰۸:۴۴:۴۴           | ۱۶۵        | حلقه‌ای | ۰٫۹۷۵۳ | ۰۱ دقیقه ۴۵ ثانیه | ۷۸°۴۸′شمالی ۶۱°۰۶′شرقی / ۷۸٫۸°شمالی ۶۱٫۱°شرقی   | ۱۵۹ کیلومتر (۹۹ مایل)  |                 | [ ۱ ]    |
| ۲۹ دسامبر ۲۵۷۸  | ۲۱:۰۴:۰۴           | ۱۷۰        | کامل   | ۱٫۰۲۰۱ | ۰۱ دقیقه ۰۲ ثانیه | ۷۷°۵۴′جنوبی ۶۱°۳۶′شرقی / ۷۷٫۹°جنوبی ۶۱٫۶°شرقی   | ۳۵۷ کیلومتر (۲۲۲ مایل) |                 | [ ۱ ]    |
| ۲۶ مه ۲۵۷۹      | ۲۰:۰۴:۲۸           | ۱۳۷        | جزئی   | ۰٫۵۳۲۰ | —                 | ۶۳°۵۴′جنوبی ۷۶°۲۴′غربی / ۶۳٫۹°جنوبی ۷۶٫۴°غربی   | —                      |                 | [ ۱ ]    |
| ۲۰ نوامبر ۲۵۷۹  | ۰۲:۲۱:۴۲           | ۱۴۲        | جزئی   | ۰٫۹۱۸۲ | —                 | ۶۳°۱۸′شمالی ۱۶۶°۳۰′غربی / ۶۳٫۳°شمالی ۱۶۶٫۵°غربی | —                      |                 | [ ۱ ]    |
| ۱۴ مه ۲۵۸۰      | ۲۲:۳۲:۱۲           | ۱۴۷        | حلقه‌ای | ۰٫۹۷۳۵ | ۰۳ دقیقه ۰۵ ثانیه | ۷°۵۴′جنوبی ۱۴۱°۵۴′غربی / ۷٫۹°جنوبی ۱۴۱٫۹°غربی   | ۱۰۷ کیلومتر (۶۶ مایل)  |                 | [ ۱ ]    |
| ۸ نوامبر ۲۵۸۰   | ۱۴:۳۴:۱۹           | ۱۵۲        | حلقه‌ای | ۰٫۹۸۸۳ | ۰۱ دقیقه ۱۵ ثانیه | ۳°۲۴′شمالی ۲۷°۰۶′غربی / ۳٫۴°شمالی ۲۷٫۱°غربی     | ۴۴ کیلومتر (۲۷ مایل)   |                 | [ ۱ ]    |
| ۴ مه ۲۵۸۱       | ۰۷:۵۱:۵۰           | ۱۵۷        | کامل   | ۱٫۰۲۷۶ | ۰۲ دقیقه ۲۲ ثانیه | ۳۲°۰۰′شمالی ۶۱°۱۸′شرقی / ۳۲٫۰°شمالی ۶۱٫۳°شرقی   | ۹۸ کیلومتر (۶۱ مایل)   |                 | [ ۱ ]    |
| ۲۸ اکتبر ۲۵۸۱   | ۱۹:۴۹:۲۳           | ۱۶۲        | حلقه‌ای | ۰٫۹۴۲۲ | ۰۶ دقیقه ۰۰ ثانیه | ۳۲°۳۶′جنوبی ۱۲۴°۱۸′غربی / ۳۲٫۶°جنوبی ۱۲۴٫۳°غربی | ۲۲۸ کیلومتر (۱۴۲ مایل) |                 | [ ۱ ]    |
| ۲۳ آوریل ۲۵۸۲   | ۲۲:۵۵:۵۶           | ۱۶۷        | کامل   | ۱٫۰۴۶۲ | ۰۲ دقیقه ۱۷ ثانیه | ۶۲°۴۸′شمالی ۹۱°۰۶′شرقی / ۶۲٫۸°شمالی ۹۱٫۱°شرقی   | —                      |                 | [ ۱ ]    |
| ۱۷ اکتبر ۲۵۸۲   | ۱۹:۴۹:۱۱           | ۱۷۲        | جزئی   | ۰٫۸۱۲۸ | —                 | ۶۱°۲۴′جنوبی ۱۳۸°۴۸′شرقی / ۶۱٫۴°جنوبی ۱۳۸٫۸°شرقی | —                      |                 | [ ۱ ]    |
| ۱۵ مارس ۲۵۸۳    | ۰۵:۲۵:۵۲           | ۱۳۹        | کامل   | ۱٫۰۱۰۹ | ۰۰ دقیقه ۴۲ ثانیه | ۵۷°۲۴′جنوبی ۱۶۶°۱۲′شرقی / ۵۷٫۴°جنوبی ۱۶۶٫۲°شرقی | ۱۱۵ کیلومتر (۷۱ مایل)  |                 | [ ۱ ]    |
| ۷ سپتامبر ۲۵۸۳  | ۰۹:۰۹:۰۱           | ۱۴۴        | جزئی   | ۰٫۹۵۹۶ | —                 | ۶۱°۱۸′شمالی ۱۵۰°۴۸′شرقی / ۶۱٫۳°شمالی ۱۵۰٫۸°شرقی | —                      |                 | [ ۱ ]    |
| ۳ مارس ۲۵۸۴     | ۱۵:۱۰:۳۱           | ۱۴۹        | حلقه‌ای | ۰٫۹۶۴۳ | ۰۳ دقیقه ۳۶ ثانیه | ۱۹°۳۶′جنوبی ۲۹°۴۸′غربی / ۱۹٫۶°جنوبی ۲۹٫۸°غربی   | ۱۳۳ کیلومتر (۸۳ مایل)  |                 | [ ۱ ]    |
| ۲۶ اوت ۲۵۸۴     | ۲۱:۵۴:۱۸           | ۱۵۴        | کامل   | ۱٫۰۵۷۳ | ۰۴ دقیقه ۴۳ ثانیه | ۲۱°۲۴′شمالی ۱۳۴°۰۰′غربی / ۲۱٫۴°شمالی ۱۳۴٫۰°غربی | ۱۹۳ کیلومتر (۱۲۰ مایل) |                 | [ ۱ ]    |
| ۲۰ فوریه ۲۵۸۵   | ۱۷:۳۱:۵۶           | ۱۵۹        | حلقه‌ای | ۰٫۹۲۳۰ | ۰۹ دقیقه ۱۱ ثانیه | ۱۳°۴۸′شمالی ۸۴°۱۸′غربی / ۱۳٫۸°شمالی ۸۴٫۳°غربی   | ۳۲۱ کیلومتر (۱۹۹ مایل) |                 | [ ۱ ]    |
| ۱۶ اوت ۲۵۸۵     | ۱۴:۴۲:۳۳           | ۱۶۴        | کامل   | ۱٫۰۷۵۳ | ۰۶ دقیقه ۱۶ ثانیه | ۱۴°۴۲′جنوبی ۴۴°۳۰′غربی / ۱۴٫۷°جنوبی ۴۴٫۵°غربی   | ۲۸۱ کیلومتر (۱۷۵ مایل) |                 | [ ۱ ]    |
| ۹ فوریه ۲۵۸۶    | ۱۶:۴۲:۳۶           | ۱۶۹        | جزئی   | ۰٫۷۳۱۹ | —                 | ۶۲°۰۰′شمالی ۱۲۰°۳۶′غربی / ۶۲٫۰°شمالی ۱۲۰٫۶°غربی | —                      |                 | [ ۱ ]    |
| ۷ ژوئیه ۲۵۸۶    | ۲۲:۰۷:۰۷           | ۱۳۶        | جزئی   | ۰٫۳۹۵۷ | —                 | ۶۴°۳۰′شمالی ۷°۱۲′شرقی / ۶۴٫۵°شمالی ۷٫۲°شرقی     | —                      |                 | [ ۱ ]    |
| ۶ اوت ۲۵۸۶      | ۰۶:۵۵:۴۸           | ۱۷۴        | جزئی   | ۰٫۴۹۷۵ | —                 | ۶۲°۳۶′جنوبی ۳۰°۱۲′شرقی / ۶۲٫۶°جنوبی ۳۰٫۲°شرقی   | —                      |                 | [ ۱ ]    |
| ۳۱ دسامبر ۲۵۸۶  | ۰۶:۲۳:۲۶           | ۱۴۱        | جزئی   | ۰٫۸۲۴۳ | —                 | ۶۵°۰۶′جنوبی ۱۱۱°۱۸′غربی / ۶۵٫۱°جنوبی ۱۱۱٫۳°غربی | —                      |                 | [ ۱ ]    |
| ۲۷ ژوئن ۲۵۸۷    | ۰۵:۴۲:۵۸           | ۱۴۶        | حلقه‌ای | ۰٫۹۶۵۶ | ۰۲ دقیقه ۵۸ ثانیه | ۵۹°۵۴′شمالی ۱۱۳°۰۶′شرقی / ۵۹٫۹°شمالی ۱۱۳٫۱°شرقی | ۱۵۶ کیلومتر (۹۷ مایل)  |                 | [ ۱ ]    |
| ۲۰ دسامبر ۲۵۸۷  | ۲۰:۰۴:۴۹           | ۱۵۱        | کامل   | ۱٫۰۴۲۸ | ۰۳ دقیقه ۲۲ ثانیه | ۴۵°۳۶′جنوبی ۱۱۱°۳۰′غربی / ۴۵٫۶°جنوبی ۱۱۱٫۵°غربی | ۱۵۴ کیلومتر (۹۶ مایل)  |                 | [ ۱ ]    |
| ۱۵ ژوئن ۲۵۸۸    | ۰۷:۰۶:۲۰           | ۱۵۶        | حلقه‌ای | ۰٫۹۴۶۳ | ۰۷ دقیقه ۲۱ ثانیه | ۱۴°۱۸′شمالی ۸۱°۰۶′شرقی / ۱۴٫۳°شمالی ۸۱٫۱°شرقی   | ۲۰۰ کیلومتر (۱۲۰ مایل) |                 | [ ۱ ]    |
| ۹ دسامبر ۲۵۸۸   | ۱۱:۵۳:۲۸           | ۱۶۱        | کامل   | ۱٫۰۴۱۶ | ۰۴ دقیقه ۰۷ ثانیه | ۵°۳۶′جنوبی ۷°۱۲′شرقی / ۵٫۶°جنوبی ۷٫۲°شرقی       | ۱۴۶ کیلومتر (۹۱ مایل)  |                 | [ ۱ ]    |
| ۴ ژوئن ۲۵۸۹     | ۰۸:۴۰:۲۳           | ۱۶۶        | حلقه‌ای | ۰٫۹۶۰۰ | ۰۴ دقیقه ۱۰ ثانیه | ۴۲°۴۸′جنوبی ۵۸°۳۶′شرقی / ۴۲٫۸°جنوبی ۵۸٫۶°شرقی   | ۳۴۵ کیلومتر (۲۱۴ مایل) |                 | [ ۱ ]    |
| ۲۹ نوامبر ۲۵۸۹  | ۰۱:۰۸:۱۰           | ۱۷۱        | جزئی   | ۰٫۹۴۴۷ | —                 | ۶۸°۱۲′شمالی ۱۷۸°۱۸′شرقی / ۶۸٫۲°شمالی ۱۷۸٫۳°شرقی | —                      |                 | [ ۱ ]    |
| ۲۵ آوریل ۲۵۹۰   | ۰۶:۵۷:۴۶           | ۱۳۸        | جزئی   | ۰٫۹۱۶۷ | —                 | ۷۰°۵۴′شمالی ۵۰°۰۶′غربی / ۷۰٫۹°شمالی ۵۰٫۱°غربی   | —                      |                 | [ ۱ ]    |
| ۱۹ اکتبر ۲۵۹۰   | ۱۵:۱۳:۱۸           | ۱۴۳        | جزئی   | ۰٫۷۱۸۰ | —                 | ۷۱°۳۰′جنوبی ۱۶۷°۰۰′غربی / ۷۱٫۵°جنوبی ۱۶۷٫۰°غربی | —                      |                 | [ ۱ ]    |
| ۱۴ آوریل ۲۵۹۱   | ۲۲:۴۹:۰۷           | ۱۴۸        | کامل   | ۱٫۰۶۳۷ | ۰۵ دقیقه ۱۹ ثانیه | ۲۷°۴۲′شمالی ۱۶۰°۰۰′غربی / ۲۷٫۷°شمالی ۱۶۰٫۰°غربی | ۲۲۰ کیلومتر (۱۴۰ مایل) |                 | [ ۱ ]    |
| ۸ اکتبر ۲۵۹۱    | ۱۵:۰۲:۴۹           | ۱۵۳        | حلقه‌ای | ۰٫۹۳۹۳ | ۰۷ دقیقه ۰۰ ثانیه | ۳۰°۱۲′جنوبی ۴۹°۰۶′غربی / ۳۰٫۲°جنوبی ۴۹٫۱°غربی   | ۲۴۷ کیلومتر (۱۵۳ مایل) |                 | [ ۱ ]    |
| ۳ آوریل ۲۵۹۲    | ۱۴:۴۸:۳۲           | ۱۵۸        | کامل   | ۱٫۰۳۷۸ | ۰۳ دقیقه ۳۲ ثانیه | ۱۶°۱۸′جنوبی ۲۶°۴۲′غربی / ۱۶٫۳°جنوبی ۲۶٫۷°غربی   | ۱۳۷ کیلومتر (۸۵ مایل)  |                 | [ ۱ ]    |
| ۲۶ سپتامبر ۲۵۹۲ | ۱۸:۴۷:۰۱           | ۱۶۳        | حلقه‌ای | ۰٫۹۸۴۴ | ۰۱ دقیقه ۴۲ ثانیه | ۱۶°۲۴′شمالی ۹۰°۱۲′غربی / ۱۶٫۴°شمالی ۹۰٫۲°غربی   | ۵۸ کیلومتر (۳۶ مایل)   |                 | [ ۱ ]    |
| ۲۴ مارس ۲۵۹۳    | ۰۲:۱۹:۵۱           | ۱۶۸        | جزئی   | ۰٫۷۰۴۵ | —                 | ۷۲°۰۶′جنوبی ۱۲۰°۴۲′غربی / ۷۲٫۱°جنوبی ۱۲۰٫۷°غربی | —                      |                 | [ ۱ ]    |
| ۱۷ اوت ۲۵۹۳     | ۲۱:۵۳:۰۴           | ۱۳۵        | جزئی   | ۰٫۰۳۰۳ | —                 | ۷۰°۴۸′جنوبی ۱۷۱°۵۴′شرقی / ۷۰٫۸°جنوبی ۱۷۱٫۹°شرقی | —                      |                 | [ ۱ ]    |
| ۱۶ سپتامبر ۲۵۹۳ | ۰۵:۵۵:۳۸           | ۱۷۳        | جزئی   | ۰٫۹۲۸۵ | —                 | ۷۲°۱۲′شمالی ۱۶۵°۰۶′غربی / ۷۲٫۲°شمالی ۱۶۵٫۱°غربی | —                      |                 | [ ۱ ]    |
| ۱۱ فوریه ۲۵۹۴   | ۱۲:۰۲:۱۷           | ۱۴۰        | جزئی   | ۰٫۷۹۵۱ | —                 | ۷۰°۵۴′شمالی ۳۴°۰۶′غربی / ۷۰٫۹°شمالی ۳۴٫۱°غربی   | —                      |                 | [ ۱ ]    |
| ۷ اوت ۲۵۹۴      | ۱۵:۰۲:۴۲           | ۱۴۵        | کامل   | ۱٫۰۶۷۶ | ۰۵ دقیقه ۳۲ ثانیه | ۳۵°۳۶′جنوبی ۴۷°۲۴′غربی / ۳۵٫۶°جنوبی ۴۷٫۴°غربی   | ۳۶۱ کیلومتر (۲۲۴ مایل) |                 | [ ۱ ]    |
| ۳۱ ژانویه ۲۵۹۵  | ۱۱:۴۴:۰۳           | ۱۵۰        | حلقه‌ای | ۰٫۹۳۵۲ | ۰۸ دقیقه ۴۲ ثانیه | ۵°۵۴′شمالی ۱۰°۵۴′شرقی / ۵٫۹°شمالی ۱۰٫۹°شرقی     | ۲۶۳ کیلومتر (۱۶۳ مایل) |                 | [ ۱ ]    |
| ۲۸ ژوئیه ۲۵۹۵   | ۰۶:۱۸:۱۸           | ۱۵۵        | کامل   | ۱٫۰۳۴۳ | ۰۳ دقیقه ۳۰ ثانیه | ۱۵°۴۸′شمالی ۹۴°۴۸′شرقی / ۱۵٫۸°شمالی ۹۴٫۸°شرقی   | ۱۱۶ کیلومتر (۷۲ مایل)  |                 | [ ۱ ]    |
| ۲۰ ژانویه ۲۵۹۶  | ۱۷:۲۲:۰۱           | ۱۶۰        | حلقه‌ای | ۰٫۹۸۶۲ | ۰۱ دقیقه ۲۰ ثانیه | ۳۸°۱۸′جنوبی ۶۷°۳۶′غربی / ۳۸٫۳°جنوبی ۶۷٫۶°غربی   | ۵۱ کیلومتر (۳۲ مایل)   |                 | [ ۱ ]    |
| ۱۶ ژوئیه ۲۵۹۶   | ۱۵:۳۰:۴۹           | ۱۶۵        | حلقه‌ای | ۰٫۹۷۴۱ | ۰۲ دقیقه ۰۰ ثانیه | ۶۹°۲۴′شمالی ۳۲°۳۶′غربی / ۶۹٫۴°شمالی ۳۲٫۶°غربی   | ۱۴۱ کیلومتر (۸۸ مایل)  |                 | [ ۱ ]    |
| ۹ ژانویه ۲۵۹۷   | ۰۵:۵۲:۳۴           | ۱۷۰        | کامل   | ۱٫۰۲۱۹ | ۰۱ دقیقه ۰۸ ثانیه | ۸۰°۴۸′جنوبی ۹۴°۱۸′غربی / ۸۰٫۸°جنوبی ۹۴٫۳°غربی   | ۳۳۴ کیلومتر (۲۰۸ مایل) |                 | [ ۱ ]    |
| ۶ ژوئن ۲۵۹۷     | ۰۲:۴۳:۰۷           | ۱۳۷        | جزئی   | ۰٫۴۰۲۹ | —                 | ۶۴°۴۸′جنوبی ۱۷۴°۴۲′شرقی / ۶۴٫۸°جنوبی ۱۷۴٫۷°شرقی | —                      |                 | [ ۱ ]    |
| ۵ ژوئیه ۲۵۹۷    | ۱۷:۵۳:۱۶           | ۱۷۵        | جزئی   | ۰٫۰۴۳۷ | —                 | ۶۷°۲۴′شمالی ۹۹°۱۲′شرقی / ۶۷٫۴°شمالی ۹۹٫۲°شرقی   | —                      |                 | [ ۱ ]    |
| ۳۰ نوامبر ۲۵۹۷  | ۱۰:۵۴:۰۸           | ۱۴۲        | جزئی   | ۰٫۸۸۱۴ | —                 | ۶۴°۰۶′شمالی ۵۶°۲۴′شرقی / ۶۴٫۱°شمالی ۵۶٫۴°شرقی   | —                      |                 | [ ۱ ]    |
| ۲۶ مه ۲۵۹۸      | ۰۵:۳۶:۰۹           | ۱۴۷        | حلقه‌ای | ۰٫۹۷۸۲ | ۰۲ دقیقه ۳۴ ثانیه | ۱۰°۳۶′جنوبی ۱۱۲°۰۶′شرقی / ۱۰٫۶°جنوبی ۱۱۲٫۱°شرقی | ۹۱ کیلومتر (۵۷ مایل)   |                 | [ ۱ ]    |
| ۱۹ نوامبر ۲۵۹۸  | ۲۲:۴۱:۰۳           | ۱۵۲        | حلقه‌ای | ۰٫۹۸۲۵ | ۰۱ دقیقه ۵۷ ثانیه | ۲°۳۶′شمالی ۱۴۸°۴۸′غربی / ۲٫۶°شمالی ۱۴۸٫۸°غربی   | ۶۷ کیلومتر (۴۲ مایل)   |                 | [ ۱ ]    |
| ۱۵ مه ۲۵۹۹      | ۱۵:۲۸:۴۴           | ۱۵۷        | کامل   | ۱٫۰۳۳۷ | ۰۲ دقیقه ۵۶ ثانیه | ۳۲°۰۰′شمالی ۵۰°۱۲′غربی / ۳۲٫۰°شمالی ۵۰٫۲°غربی   | ۱۱۷ کیلومتر (۷۳ مایل)  |                 | [ ۱ ]    |
| ۹ نوامبر ۲۵۹۹   | ۰۳:۲۵:۰۶           | ۱۶۲        | حلقه‌ای | ۰٫۹۳۷۹ | ۰۶ دقیقه ۳۵ ثانیه | ۳۴°۳۰′جنوبی ۱۲۳°۵۴′شرقی / ۳۴٫۵°جنوبی ۱۲۳٫۹°شرقی | ۲۴۴ کیلومتر (۱۵۲ مایل) |                 | [ ۱ ]    |
| ۵ مه ۲۶۰۰       | ۰۶:۵۳:۵۴           | ۱۶۷        | کامل   | ۱٫۰۵۵۲ | ۰۲ دقیقه ۵۷ ثانیه | ۶۸°۳۰′شمالی ۲°۱۲′شرقی / ۶۸٫۵°شمالی ۲٫۲°شرقی     | ۵۷۹ کیلومتر (۳۶۰ مایل) |                 | [ ۱ ]    |
| ۲۹ اکتبر ۲۶۰۰   | ۰۳:۰۹:۳۴           | ۱۷۲        | جزئی   | ۰٫۸۸۶۳ | —                 | ۶۱°۴۸′جنوبی ۲۰°۱۸′شرقی / ۶۱٫۸°جنوبی ۲۰٫۳°شرقی   | —                      |                 | [ ۱ ]    |